# Alix II de Dreux
Ne doit pas être confondue avec Alix de Dreux (1145-1210 env.), fille de Robert Ier de Dreux et de Harvise d'Évreux.
Ne doit pas être confondue avec Alix de Dreux (fille de Robert II)  et de Yolande de Coucy  (1189-1258 env.).
Alix II de Dreux, dame de Braine, naît en 1156 et meurt après 1217. Elle est la fille de Robert Ier, comte de Dreux et de sa seconde épouse Agnès de Baudement.
Alix II de Dreux est considérée avec Blanche de Castille comme une des grandes régentes du début du XIIIe siècle. Elle représente un des plus anciens cas de régence, montrant une majoration du rôle politique des femmes dans le dernier quart du XIIe siècle.

## Biographie

### Origines
Alix est la fille de Robert Ier de Dreux, comte de Dreux, petit-fils du roi Philippe. Sa mère est Agnès de Baudement, comtesse de Braine et seconde épouse de Robert Ier de Dreux. Son frère est Robert II, comte de Dreux et de Braine, qui épouse Yolande de Coucy, fille aînée de Raoul et d'Agnès de Hainaut, sa première épouse.
Alix est la nièce du roi Louis le Jeune.
Elle est la demi-soeur d'Alix de Dreux (1145-1210 env.), fille de Robert Ier de Dreux et de Harvise d'Évreux et la tante d'Alix de Dreux (fille de Robert II) et de Yolande de Coucy (1189-1258 env.) avec lesquelles elle ne doit pas être confondue.

### Mariage et descendance
Elle épouse vers 1174 Raoul, seigneur de Coucy, un parent au 4e degré, dont elle devient la seconde épouse après un veuvage de celui-ci. De leur union naissent cinq enfants  :
1. Enguerrand III de Coucy, seigneur de Coucy, de Marle, de la Fère et de Crépy, par mariage comte régent de Roucy en 1202 et du Perche en 1205 ;
2. Thomas de Coucy, seigneur de Vervins ;
3. Robert de Coucy, seigneur de Pinon ;
4. Raoul de Coucy, ecclésiastique ;
5. Agnès de Coucy, épouse de Gilles Ier de Beaumetz, châtelain de Bapaume. Elle épousa en secondes noces Robert de Wavrin[4], seigneur de Lillers et sénéchal de Flandre,

Alix donne son consentement à Raoul, en présence de Raoul Clerc, le neveu de celui-ci, de Marguerite, sa nièce et épouse de Jobert, seigneur de la Ferté-Bélard, de Raoul de Houssel, d'Albéric de Boomont, d'Arnoul de Monceaux et d'autres témoins, pour accorder à l'abbaye du Mont-Saint-Martin, dans le diocèse de Cambrai, l'exemption du droit de vinage pour huit chariots de vin annuellement, par lettres expédiées à Coucy en 1187. Raoul confie également la moitié de sa chaussée de Crécy à Robert de L'Acre pour l'entretien, à condition que celui-ci perçoive un denier de la monnaie utilisée pour les vinages sur chaque chariot et charrette fermés, et un denier de la monnaie commune ayant cours dans la région pour les véhicules non fermés.
En 1188, Alix donne son accord à Raoul pour concéder aux religieux de l'abbaye de Thenailles huit muids de froment de rente à la mesure de Marle, don effectué par Robert, chevalier et seigneur d'Emblaincourt. Raoul leur attribue également une terre appelée la Haye de Blaincourt, à condition que, une fois défrichée et cultivée, lui et ses successeurs reçoivent la moitié des fruits produits. Ces dispositions sont consignées dans des lettres délivrées par Pierre, son chancelier, en 1189. 
Avant le départ de Raoul pour la troisième croisade en Terre sainte avec le roi Philippe Auguste, Alix donne encore son consentement à Raoul pour confirmer et augmenter les donations qu'Enguerrand de La Fère, son beau-père, avait accordées à l'abbaye de Clairfontaine. Ces dispositions font l'objet de lettres établies à Vervin le 25 mai 1190.
Raoul procède également au partage de ses terres et seigneuries entre les enfants nés de son union avec Alix. Il assigne notamment à sa fille Agnès une somme de 1 600 livres d'artésiens sur les revenus communs de Marie et de Crécy-sur-Serre. Si celle-ci venait à mourir avant d'être mariée, la moitié de la somme qui lui était destinée reviendrait à Alix, sa mère. L'autre moitié serait distribuée entre les Hospitaliers, les Templiers et les religieux de Prémontré.
Les dispositions de Raoul assignent la dot d'Alix versée à Raoul à leur fils cadet Robert et fait réserve du droit général d’Alix au douaire. Elle n'est pas formellement nommée régente et ses concessions sont soumises à la confirmation de son mari au retour de croisade.
En 1191, Alix, qui ne connaît pas encore la mort de Raoul Ier, appose son sceau pour authentifier publiquement une convention entre Nogent et Renaud de Leuilly, en précisant que la confirmation vaut jusqu’au retour de son mari.
Raoul Ier est tué au siège de la ville d'Acre en 1191, et son corps est transporté à l'abbaye de Foigny.

### Régence
Une fois connue la mort de Raoul, Alix exerce, avec le même entourage que son mari, les prérogatives des Sires de Coucy. Ses enfants étant encore mineurs, Alix administre leurs biens. 
Ne s'étant pas remariée, elle exerce comme douairière jusqu'à sa mort en 1217.
En 1195, Alix reconnaît devoir le cens pour le château de Coucy. 
Confrontée aux revendications de Saint-Rémi de Reims, elle agit en seigneur féodal et en maîtresse des communes de Coucy et de Marle. En 1195, elle envoie en guerre la commune de Marle pour appuyer Robert, seigneur de Pierrepont, opposé dans le diocèse de Laon à Nicolas, seigneur de Rumigny. En 1197 elle institue la paix de Coucy-le-Château. Dans la charte de Coucy, Alix nomme un sénéchal à la tête des communiers pour mener les troupes en son nom. 
En mars 1198, elle arbitre une querelle entre Prémontré et Gérard le Gras de Leuilly et scelle l’acte.
Son fils aîné Enguerran III fait lepremier usage de son sceau peu avant Pâques 1198, mais en 1203-1204 Alix émet encore seule des actes concernant les droits du Sire de Coucy concernant le wionage et la gruerie.
En 1207, elle approuve toutes les aumônes que Raoul, son mari, avait accordées sur son douaire à l'église de Prémontré. Elle participe en 1212 à un accord entre ses fils Thomas et Robert où celui-ci utilise pour la première fois son sceau. 
En 1217, Alix cède ses droits sur des immeubles qui sont restés d’Evrard de Vauxaillon et de son épouse Elisabeth .
Alix II de Dreux est considérée avec Blanche de Castille comme une des grandes régentes du début du XIIIe siècle. Elle représente un des plus anciens cas de régence, montrant une majoration du rôle politique des femmes dans le dernier quart du XIIe siècle, détentrices d'une nouvelle forme de pouvoir exercé dans un cadre juridique spécifique et doté d’une administration perfectionnée.